# Doringbaai
Doringbaai è una località costiera sudafricana situata nella municipalità distrettuale di West Coast nella provincia del Capo Occidentale.

## Geografia fisica
Il piccolo centro abitato è affacciata sull'oceano Atlantico a circa 222 chilometri a nord di Città del Capo.